# Lidia Zielińska
Lidia Zielińska (ur. 9 października 1953 w Poznaniu) – polska kompozytorka, skrzypaczka i wykładowca.
Studia kompozytorskie ukończyła w 1978 w Akademii Muzycznej im. Ignacego Jana Paderewskiego w Poznaniu pod kierunkiem Andrzeja Koszewskiego.
Pracowała jako skrzypaczka w Orkiestrze Filharmonii Poznańskiej i w Orkiestrze Kameralnej Polskiego Radia Amadeus. Współpracowała z twórcami plastyki, teatru i filmu eksperymentalnego, m.in. Janem Berdyszakiem, Tedem Brandsenem, Izabellą Gustowską, Aleksandrą Korejwo, Wojciechem Müllerem, Lechem Raczakiem, Rolandem Toporem czy Ewą Wycichowską, jak również z Teatrem Ósmego Dnia.
W grupie artystycznej Od Nowa w latach 1970–1978, wraz z Izabellą Gustowską, Wojciechem Müllerem, Bogumiłem Kaczmarkiem i Wiesławem Krzyżaniakiem zajmowała się działaniami parateatralnymi i przestrzennymi.
Komponowała m.in. na zamówienie Polskiego Radia, „Solidarności”, Teatru Ósmego Dnia, Holland Dance Festival, Euro-Musik-Theater w Stuttgarcie, holenderskiego zespołu De Ereprijs, Radia Szwedzkiego, Ministerstwa Kultury Badenii-Wirtembergii, „Warszawskiej Jesieni”, Instytutu Muzyki i Tańca. Pracowała w studiach muzyki elektronicznej Akademii Muzycznej im. Krzysztofa Pendereckiego w Krakowie, Studiu Eksperymentalnym Polskiego Radia w Warszawie, Instytucie psychoakustyki i muzyki elektronicznej (IPEM) Uniwersytetu Gandawskiego, studiu EMS w Sztokholmie, Zentrum für Kunst und Medien w Karlsruhe, Experimentalstudio des SWR we Fryburgu Bryzgowijskim i innych.
Współzałożycielka kwartalnika muzycznego „Monochord, de musica acta, studia et commentarii”, Wydawnictwa Muzycznego „Brevis”, Fundacji „Dziecko i dźwięk”, Fundacji Przyjaciół Warszawskiej Jesieni, Wielkopolskiego Towarzystwa Sztuk Pięknych „Zachęta” i Polskiego Stowarzyszenia Muzyki Elektroakustycznej.

## Nagrody i wyróżnienia[3][5][2]
- 1978 – II nagroda w Konkursie im. Artura Malawskiego za Litanię na kwartet smyczkowy
- 1979 – III nagroda na Ogólnopolskim Konkursie Kompozytorskim w Białymstoku za Stabile, mobile a passacaglia dla 7 wykonawców
- 1979 – wyróżnienie na Konkursie Młodych Związku Kompozytorów Polskich za Polietylenowy dyptyk na orkiestrę
- 1979 – I nagroda i nagroda krytyki na Międzynarodowym Konkursie Kompozytorskim „Jeunesses Musicales” w Belgradzie za Koncert skrzypcowy
- 1980 – II nagroda na Ogólnopolskim Konkursie Kompozytorskim w Łańcucie za Sześć utworów na kwartet smyczkowy
- 1981 – I nagroda na Międzynarodowym Konkursie Kompozytorskim dla Kompozytorek w Mannheim za Assacaglię dla 5 instrumentalistów
- 1982 – wyróżnienie na Konkursie im. Karola Szymanowskiego za tragifarsę Pani Koch
- 1983 – I nagroda na Międzynarodowym Konkursie Kompozytorskim im. Maxa Deutscha w Paryżu za utwór Pożegnanie z Tooropem na orkiestrę
- 1997 – laureatka Międzynarodowego Konkursu Muzyki Elektroakustycznej w Bourges za utwór Jako te białe myszki
- 2001 – emsPrize w Sztokholmie za Just too many words na taśmę
- 2007 – Nagroda Związku Kompozytorów Polskich za „wybitne i wszechstronne osiągnięcia kompozytorskie”
- 2015 – Srebrny Medal „Zasłużony Kulturze Gloria Artis”

## Działalność akademicka
Jest profesorem Akademii Muzycznej w Poznaniu gdzie prowadzi klasę kompozycji i kieruje Studiem Muzyki Elektroakustycznej. W latach 1992–1993 wykładała także w Akademii Muzycznej we Wrocławiu. W latach 1989–1992 i od 2001 prowadzi zajęcia z sonologii w Uniwersytecie Artystycznym (Akademii Sztuk Pięknych) w Poznaniu.